# Герб Жирновского района
Герб Жирновского района — официальный символ Жирновского района Волгоградской области Российской Федерации. Герб утверждён в 2007 году, незначительно изменён в 2009 году; внесён в Государственный геральдический регистр Российской Федерации под регистрационным номером 5673.

## Описание
Официальное описание герба:

Поле разделено серебряным узким завышенным поясом, на котором стоят два лазоревых холма в золотом поле, обременённом червлёным пламенем, в нижнем зелёном поле золотой хлебный сноп, перевязанный бантом того же металла. Щит увенчан муниципальной короной установленного образца.— № 51/288-Д «О гербе и флаге Жирновского муниципального района»

## Символика
Уникальной особенностью Жирновского района является нахождение на его территории одной из самых высоких точек равнинной части Российской Федерации — Синей горы, входящей в состав Медведицкой гряды. Это является обоснованием нахождения на гербе лазоревых холмов.
Специализация Жирновского района — добыча полезных ископаемых (нефть, газ), сельскохозяйственное производство, в том числе выращивание злаковых культур (пшеница, гречиха). Это является обоснованием нахождения на гербе пламени и снопа злаковой культуры — пшеницы.
- Лазурь — означает великодушие, честность, верность и безупречность, возвышенность устремлений, чести, славы, преданности, бессмертие.
- Золото — символ высшей ценности, величия, великодушия, богатства, урожая.
- Серебро — символ чистоты, нравственности.
- Зелёный цвет символизирует надежду, изобилие, свободу, здоровье, природу, радость[2].

## История
Существует официально не принятый проект герба района, изображённый на календаре-плакате «70 лет Волгоградской области» (2005 год). Автор проекта — В. Э. Коваль.

Герб района утверждён Постановлением Жирновской районной думы от 1 августа 2007 года №30/155-Д. Решением Жирновской районной Думы Волгоградской области от 17 июля 2009 г. №51/288-Д «О гербе и флаге Жирновского муниципального района» были утверждены новые редакции Положений о гербе и флаге. Новый герб незначительно отличался от герба 2007 года.

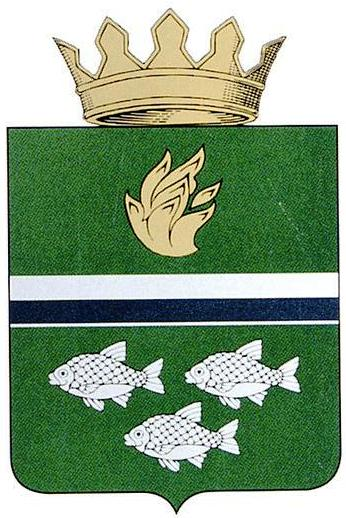
Проект герба, 2005 год
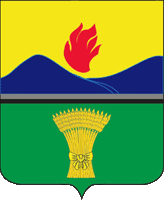
Герб 2007 года